# Centrum Handlowe Belg
Centrum Handlowe Belg – centrum handlowe w Katowicach, istniejące w latach 1990–2023. Znajdowało się przy ulicy Przemysłowej 3, na terenie dzielnicy Śródmieście, nieopodal osiedla I.J. Paderewskiego. Powstało jako jeden z pierwszych tego typu obiektów w mieście, a przed zamknięciem znajdowało się w nim 51 lokali handlowo-usługowych różnego typu.

## Historia

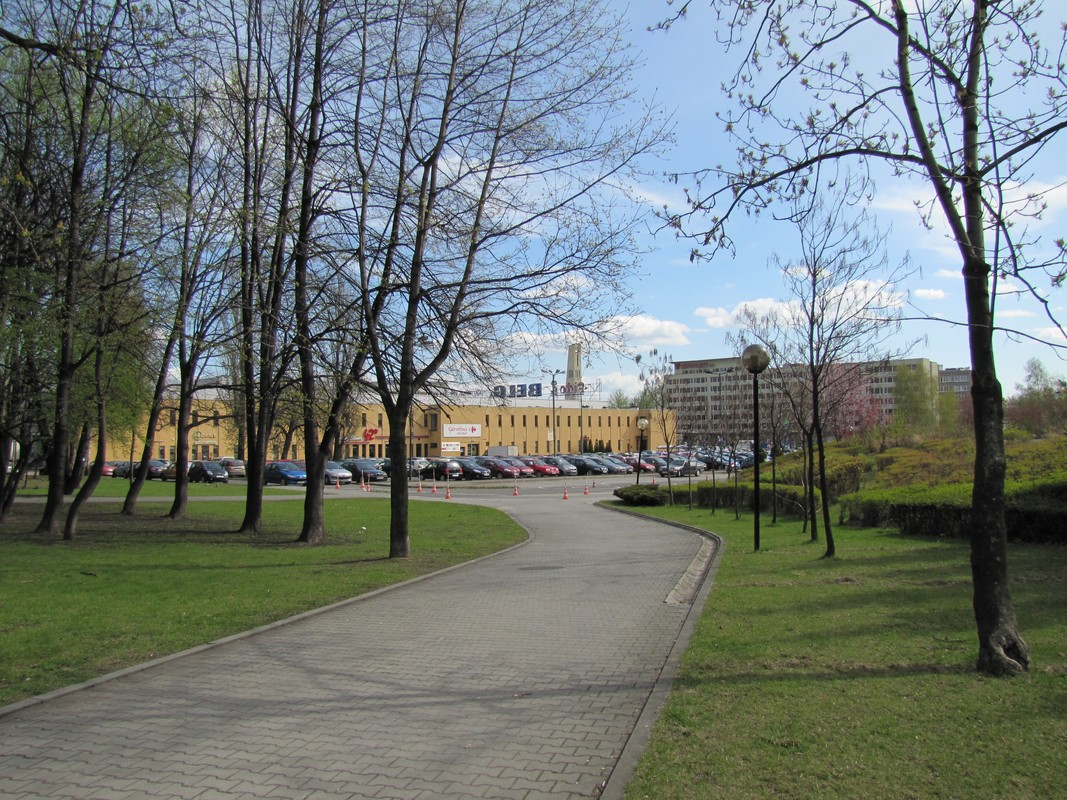
Chodnik na skwerze R. Holtzego w 2012 roku; w tle Centrum Handlowe Belg widziane od strony południowo-zachodniej

Początki Centrum Handlowego Belg sięgają pierwszej połowy lat 90. XX wieku. Wówczas to oddano do użytku supermarket „U Belga”, który był jednym z pierwszych dużych samoobsługowych sklepów na terenie Katowic – otwarty został zaraz po sklepie „Future 2” w katowickim Supersamie. Sklep „U Belga” założył pochodzący z Belgii Abdul Wahid Al Koubaisy, prezes Wako International. Został oddany do użytku w 1990 roku w miejsce hal, które przebudowano w latach 1989–1990.
Otwarto wówczas dwupoziomowy obiekt o powierzchni około 6 tys. m², z rozległym parkingiem. Supermarket oferował tanie jak na ówczesne czasy produkty na kilku działach. Jako pierwszy sklep w Katowicach umożliwiał pakowanie zakupów w darmowe reklamówki. Aby przyciągnąć klientów, organizowano konkursy i loterie, w których można było wygrać m.in. samochód Fiat 126p. Prócz supermarketu funkcjonował tu jeden z pierwszych katowickich klubów nocnych – „Mandaryn”. W tamtejszej restauracji w 2000 roku odbył się bal charytatywny Unii Wolności.
Z powodu problemów finansowych w 2000 roku właściciel sprzedał nieruchomość osobie legitymującej się kradzionym białoruskim paszportem – kobieta działała na zlecenie biznesmenów, którzy przejmowali podobne obiekty handlowe w całej Polsce. Nowi właściciele nie płacili podatków, a kiedy sprawą zainteresowała się policja, to sklep został zamknięty. W 2002 roku katowicka prokuratura wydała za nimi list gończy.
Po tym czasie sklep stał pusty. Górnośląska Agencja Przekształceń Przedsiębiorstw, która przejęła pawilon w 2003 roku, planowała tutaj uruchomić Centrum Kreatywności, lecz z planów nic nie wyszło i agencja sprzedała nieruchomość za około 9 mln złotych. Po adaptacji nowi właściciele otwarli tutaj w 2004 roku centrum handlowe, w którym działały m.in. supermarket i sklep z zabawkami. Ze sklepu korzystali zwłaszcza mieszkańcy pobliskiego osiedla I.J. Paderewskiego.
Na przełomie 2022 i 2023 roku właściciel nieruchomości, krakowska firma Equal III należąca do spółki Cavatina Holding, złożył wniosek o wydanie decyzji środowiskowej w związku z planami rozebrania budynku i postawieniu w jego miejscu dwóch budynków – mieszkalnego i biurowo-usługowo-handlowego (26 września 2024 roku Rada Miasta Katowice zgodziła się na zmianę funkcjonowania drugiego z planowanych budynków – na mieszkaniowy z usługami na parterze). Ponadto inwestor zaprojektował parking nadziemny oraz tereny zielone.
14 marca 2023 roku inwestor złożył wniosek o wydanie pozwolenia na rozbiórkę Centrum Handlowego Belg. Do tego czasu część punktów handlowo-usługowych już się wyprowadziła z Belga, sklep Carrefour czynny był do 31 sierpnia, placówka Poczty Polskiej do końca sierpnia, piekarnia do przełomu sierpnia i września, apteka do połowy września, a Rossmann i Pepco do października tego samego roku. Belg został ostatecznie zamknięty 6 października 2023 roku.
Już w połowie października 2023 roku teren Belga wraz z otaczającym go parkingiem został ogrodzony i jeszcze w tym samym miesiącu rozpoczęła się jego rozbiórka. Pod koniec listopada tego samego roku rozpoczęła się sprzedaż mieszkań w planowanej wówczas na terenie po centrum handlowym inwestycji mieszkaniowej pod nazwą Belg Apartamenty, którego budowa w miejsce Belga rozpoczęła się w grudniu 2023 roku.

## Charakterystyka

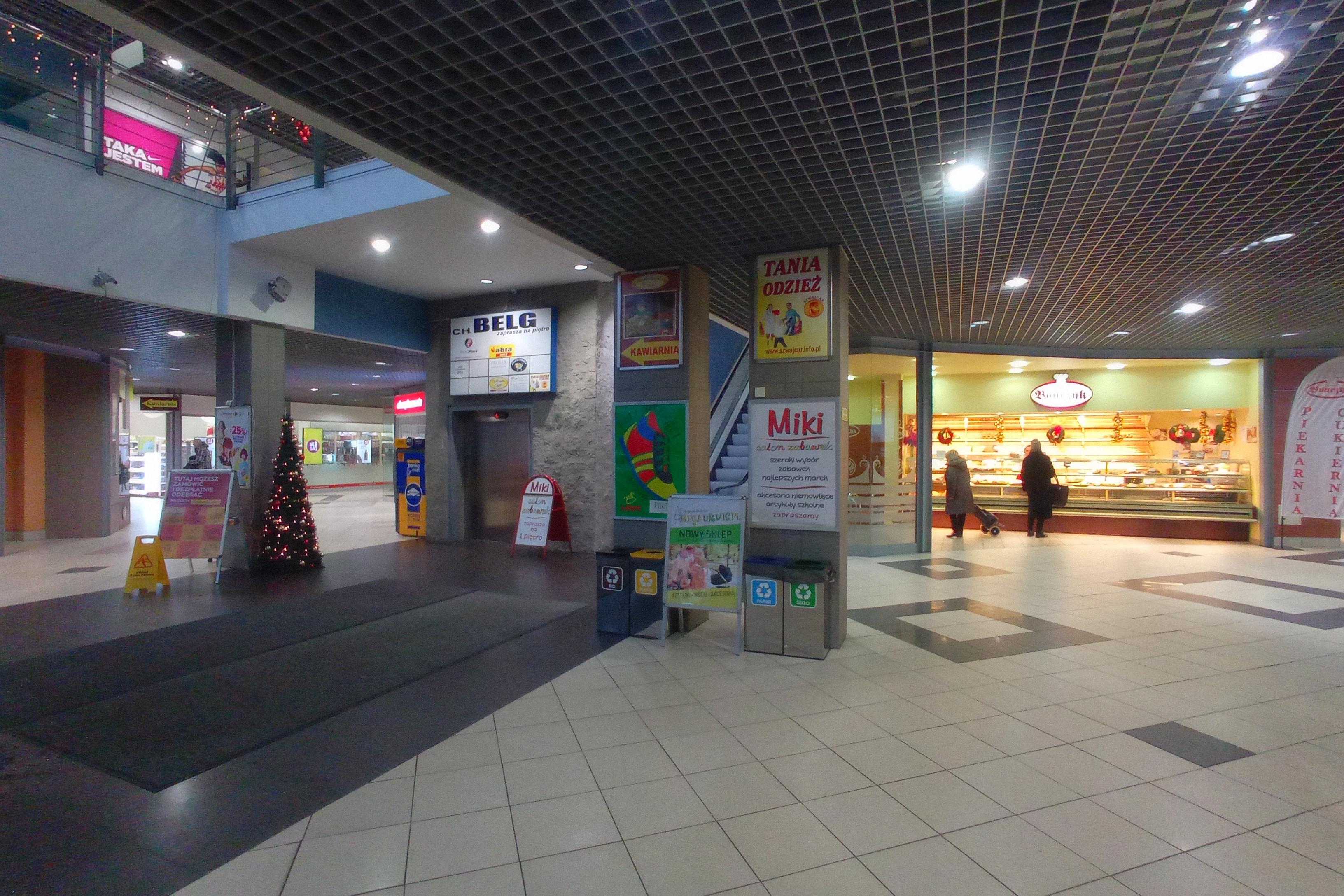
Wnętrze, pasaż na parterze (2023)

Centrum Handlowe Belg położone było przy ulicy Przemysłowej 3 w Katowicach, na terenie dzielnicy Śródmieście, tuż przy granicy z Osiedlem Paderewskiego-Muchowcem.
Był to obiekt dwupiętrowy, o powierzchni zabudowy 6,2 tys. m² i powierzchni najmu brutto (GLA) 8,3 tys. m². Po wschodniej i południowej stronie sklepu znajdował się parking nadziemny z miejscami dla osób niepełnosprawnych. Na piętro prowadziła winda oraz schody ruchome.
Znajdowało się w nim 51 lokali handlowo-usługowych, w których w 2012 roku czynnych było 22 z nich. Na początku 2023 roku były to m.in.: sklep meblowy, apteka, supermarket sieci Carrefour, cukiernia, agencja ubezpieczeniowa, kantor, salon prasowy sieci Kolporter, sklep z artykułami dla dzieci, sklep sieci Pepco, placówka Poczty Polskiej, drogeria Rossmann czy sklepy z odzieżą. Funkcjonowały tu także tutaj biura, w tym biura rachunkowe czy gabinet lekarski.
Ostatnim zarządcą Belga była warszawska firma Cream Property Advisors, a właścicielem krakowska spółka Equal III.